# 千住

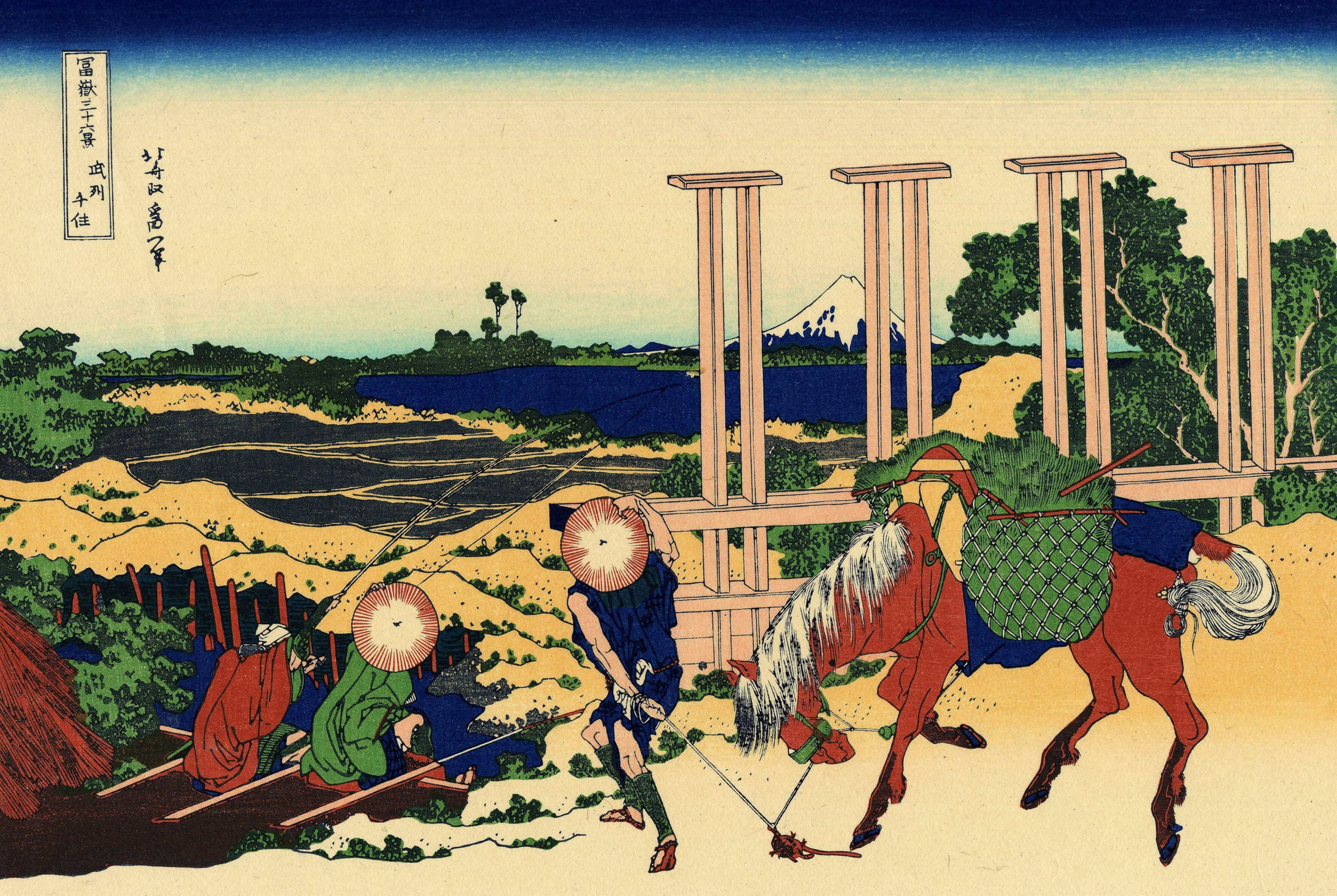
葛飾北齋「富嶽三十六景 武州千住」

千住（日语：／ Senju */?）是東京都的地名。江戶時代是日光街道、奧州街道第一宿千住宿。
- 郵遞區號：120-0034。

## 地名
指足立區北千住站一帶，不過沒有名為「北千住」的町。而荒川區南千住很少省略「南」簡稱「千住」。根據荻生徂徠的『政談』，本地是「大江戶八百八町」的北限。
1960年代以後實施住居表示，荒川北部、現在的梅田、足立西部、中央本町一丁目南部與二丁目也是千住的一部分。
現行行政地名
- 千住一～五丁目（舊稱：本町）
- 千住櫻木一～二丁目（舊稱：千住櫻木町）
- 千住元町
- 千住大川町
- 千住柳町
- 千住壽町
- 千住中居町
- 千住龍田町
- 千住宮元町
- 千住綠町一～三丁目
- 千住仲町
- 千住河原町
- 千住橋戶町
- 千住旭町
- 千住東（あずま）一～二丁目（舊稱：千住東町）
- 千住關屋町
- 千住曙町
- 南千住（荒川區）

※上述的千住二、三丁目、千住綠町一丁目、千住橋戶町未實施住居表示。
住居表示實施而廢止的町名（荒川北岸）
- 千住八千代町（1989年前改為荒川河川敷）
- 千住高砂町
- 千住末廣町
- 千住若松町
- 千住彌生町
- 千住榮町

荒川放水路開鑿前，屬綾瀬側、南足立郡綾瀨村的日之出町，與原屬葛飾區的柳原也包含在現在的千住地區。
這個千住地區，東鄰葛飾區小菅、四木，西連小台、荒川區町屋、東日暮里，南臨荒川區南千住、墨田區墨田，北接本木、本木南町、關原、梅田、足立。

## 歷史
根據勝專寺寺傳，1327年（嘉曆2年）新井圖書政次在荒川撿起千手觀音像，本地因此稱為千手。其子新井兵部政勝在此地建設佛寺並安奉觀音像。
其他說法包括此地是足利義政愛妾千壽的出生地、千葉氏居住在此等等。
江戶時代作為日光街道宿場而發展。是江戶四宿之一。連結南北千住的千住大橋北岸的北組（千住一～五丁目）、中組（掃部宿）與橋南的南組（小塚原町、中村町）合稱千住宿。北組、中組、南組在明治時代變為公共地名（→千住宿）。
江戶時代是所謂的「岡場所」之一，當時船歌「千住節」也有提及（歌詞：千住女郎衆はいかりか綱か 上り下りの舟とめる）。此外，作為奧州街道、水戶街道起點，日光、東北地區的旅人也在此聚集。
如同練馬的蘿蔔、目黑的筍、尾久的牛蒡，本地也以盛產葱聞名。
明治實施郡區町村編制法，南組成立東京府北豐島郡南千住町，北組、中組合併為同府南足立郡千住町。
1871年（明治4年）7月17日，千住黴毒院（ばいどくいん）開院，進行當地娼妓的梅毒檢察。『經濟及統計』（内務省、明治23年2月）中提到，1883年（明治16年）千住宿的娼妓人數有374名，買客數43,000，1888年（明治21年）數字來到466，65,000。1881年（明治14年）10月11日，太政大臣三條實美、右大臣岩倉具視來此迎接結束東北巡幸的明治天皇，並接受大隈重信免職與開設國會的聖斷（明治十四年政變）。
因良好的水利條件，官營千住製絨所、隅田川站（貨物站）、千住火力發電所等設於此地。由於船運便利與周圍廣大的農村，昭和20年代以前每日都有販賣蔬菜、河魚的早市。
1930年（昭和5年）的國勢調查顯示，北豐島郡南千住町人口有56,017人，郡內20町村中排名第7，南足立郡千住町有69,085人，是郡中排名第一。1932年（昭和7年）10月1日，兩町併入東京府東京市。

## 地誌
位於足立區南部，常磐線、千代田線、日比谷線、伊勢崎線、筑波快線等通過，並設北千住站。此外，日光街道通過本地中央。
以北千住站為中心，服飾店、雜貨店、餐廳、洋菓子店、美容院等林立，在雜誌等調查中名列前茅，是城北、城東地區具代表性的住宅區。
千住是以北千住站為中心，商店街與住宅區混雜的廣大區域。大型超市伊藤洋華堂實際上的1號店是千住店。近年，北千住站西口進行再開發，丸井、東京藝術中心、東京藝術大學千住校區等陸續建設。2000年以後，在足立區的獎勵之下，許多大學（東京未來大學、帝京科學大學、東京電機大學）陸續在此地建設校區，展現強烈的學都色彩。
千住橋戶町有水產為主的東京都中央批發市場足立市場。
本地是山田宗樹小說《令人討厭的松子的一生》的舞台，也是同名電視劇、同名電影、電視劇「3年B組金八先生」等的攝影場地。
足立區出身的北野武在搞笑和書中曾提到千住。

## 交通
鐵路
- 北千住站
  - 東日本旅客鐵道（JR東日本）常磐線（常磐快速線、常磐緩行線）
  - 東京地下鐵
    -  日比谷線－車站編號H 21
    -  千代田線－車站編號C 18

  - 東武鐵道伊勢崎線（東武晴空塔線）－車站編號TS 09
  - 首都圈新都市鐵道筑波快線－車站編號05
- 千住大橋站
  - 京成電鐵本線－車站編號KS 05
- 京成關屋站
  - 京成電鐵本線－車站編號KS 06
- 牛田站
- 堀切站

巴士
- 都營巴士
- 東武巴士中央
- 京成巴士（櫻（日语：荒川区コミュニティバス））（さくら）
- 京成城巴士（日语：京成タウンバス）
- 東北急行巴士（日语：東北急行バス）（Suite號（日语：スイート号）、彩虹號、超級彩虹號（日语：レインボー号・スーパーレインボー号））
- 京濱急行巴士（機場接駁巴士）
- 新日本觀光光自動車（日语：新日本観光自動車）（春風（日语：はるかぜ (コミュニティバス)））（はるかぜ）
- 東京水邊線（日语：東京水辺ライン）

## 其他
- 都營巴士千住營業所（日语：都営バス千住営業所）
- 千住火力發電所（日语：千住火力発電所）
- 區立小中學校校名記「千壽」。
- 千住蔥